# لولکووو (استان لهستان بزرگ‌تر)
لولکووو (به لاتین: Lulkowo) یک روستا در لهستان است که در گمینا گنگزنو واقع شده‌است.